# Acuerdos de Paz de Chapultepec

Firma de los acuerdos de paz de Chapultepec, c. 1992

Los Acuerdos de Paz de Chapultepec fueron un conjunto de acuerdos firmados el jueves 16 de enero de 1992 entre el Gobierno de El Salvador y el Frente Farabundo Martí para la Liberación Nacional (FMLN) en el Castillo de Chapultepec, México, que pusieron fin a doce años de guerra civil de El Salvador en el país.
Las primeras negociaciones entre gobierno y guerrilla fueron acercamientos al diálogo, sin obtener verdaderos acuerdos que derivasen en el fin del conflicto. Tras varias rondas de negociación, el número de víctimas seguía creciendo y la polarización política dificultaba la finalización pacífica del conflicto. En 1989, tras la intervención de Naciones Unidas, se iniciaron negociaciones que arrojaron acuerdos concretos para la salida consensuada al conflicto. Se nombraron comisiones negociadoras por ambas partes y se estableció una agenda para tratar los puntos álgidos por resolver. Como resultado de la negociación, se produjeron varios acuerdos y modificaciones de la Constitución de la República, que permitieron que ambas partes cedieran hasta lograr un consenso, en parte forzados por factores internos y externos que influyeron en las decisiones.
El documento final de los acuerdos se dividió en 9 capítulos que abarcan 5 áreas fundamentales: modificación de las Fuerzas Armadas, creación de la Policía Nacional Civil, modificaciones al sistema judicial y a la defensa de los Derechos Humanos, modificación en el sistema electoral y adopción de medidas en el campo económico y social. El cumplimiento de los acuerdos se dio bajo la tutela de una misión especial de Naciones Unidas, la cual dio un finiquito tras 3 años de gestión.

## El conflicto armado

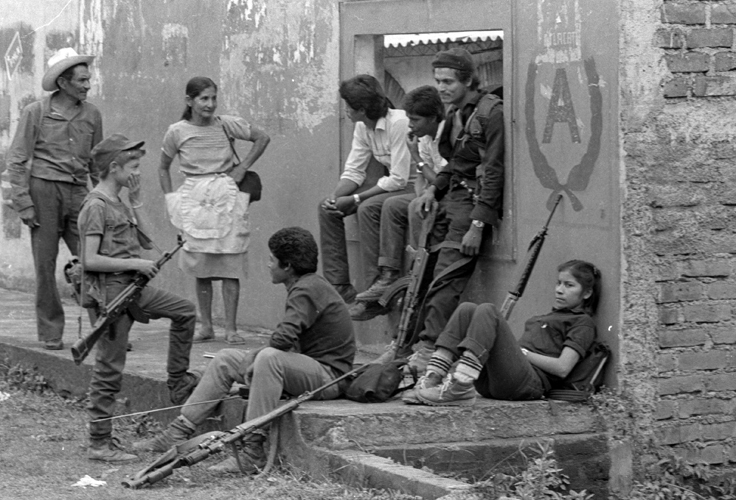
Combatientes del FMLN en Perquín, circa 1990

La guerra civil salvadoreña fue el conflicto bélico interno ocurrido en el país centroamericano en el que se enfrentaron las Fuerzas Armadas de El Salvador cumpliendo su rol constitucional de la defensa de la soberanía del Estado y las fuerzas insurgentes del Frente Farabundo Martí para la Liberación Nacional (FMLN). El conflicto nunca fue declarado en forma oficial, pero se considera usualmente que se desarrolló entre el 10 de enero de 1981 y el 16 de enero de 1992, cuando se firmaron los «acuerdos de Chapultepec» en la Ciudad de México, aunque el país vivió un ambiente político y social tenso durante la década de 1970.
El número de víctimas de esta confrontación armada ha sido calculado en más de 70 000 muertos y 8000 desaparecidos. El conflicto concluyó, luego de un proceso de diálogo entre las partes, con la firma de un acuerdo de paz, que permitió la desmovilización de las fuerzas guerrilleras y su incorporación a la vida política del país.
Las primeras elecciones después de la guerra se realizaron en 1994, pero fue hasta el año 2009 cuando el FMLN llegó al gobierno del país centroamericano  por la vía de las urnas.

## Proceso de diálogo y negociación
Pese a que históricamente se reconoce que el precedente oficial de los Acuerdos de Paz de Chapultepec se dio en 1992, hubo negociaciones previas que sin dar mayores resultados, sentaron las bases para las negociaciones formales y productivas.

### Primeras negociaciones para los acuerdos de paz

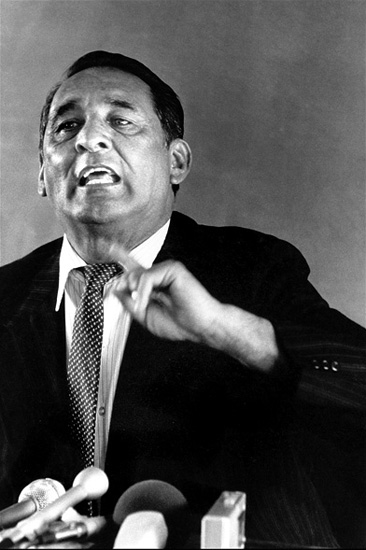
El presidente José Napoleón Duarte en una conferencia de prensa del Partido Demócrata Cristiano durante la guerra civil (1982).

Los Acuerdos de Paz fueron el resultado de un largo proceso de negociación entre el Gobierno y el FMLN que se había iniciado a mediados de la década de los 80. Los primeros encuentros de diálogo se desarrollaron en La Palma, Chalatenango el 15 de octubre de 1984; Ayagualo, La Libertad el 30 de noviembre de 1984; Sesori, San Miguel el 19 de septiembre de 1986 y la Nunciatura Apostólica de San Salvador el 4 de octubre de 1987 entre el presidente José Napoleón Duarte y funcionarios gubernamentales con delegados de la dirigencia del FMLN. Aunque en los primeros encuentros de diálogo no se consiguió ningún acuerdo concreto, se logró poner sobre la mesa la posibilidad de una solución negociada al conflicto.
- Ronda de La Palma, Chalatenango: el 15 de octubre de 1984 hubo un primer acercamiento entre las partes en conflicto en la ciudad norteña de La Palma. Dicha reunión dio como resultado el «Comunicado Conjunto de La Palma»;[20] la delegación del Gobierno fue integrada por el Presidente de la República; por su parte, la delegación de la guerrilla fue encabezada por el Doctor Guillermo Manuel Ungo y actuando como moderador monseñor Arturo Rivera y Damas, Arzobispo de San Salvador.[21] La declaración fue escueta y vaga; sin acuerdos firmes y con el único logro de constituirse en un acercamiento político.[15]
- Ronda de Ayagualo, La Libertad: se dio el 30 de noviembre de 1984, en Ayagualo, departamento de la Libertad. Las comisiones fueron presididas por el doctor Abraham Rodríguez y el doctor Rubén Zamora, por el gobierno y la guerrilla respectivamente.[22] Como mediadores se presentaron los moseñores Arturo Rivera y Damas, Giacomo Otonello y Gregorio Rosa Chávez.[21] En dicha reunión se emitió el «Comunicado Conjunto de Ayagualo», el cual manifestaba la disponibilidad al diálogo entre las partes y el compromiso de continuar negociando.[15]
- Ronda de Sesori, San Miguel: se había fijado para el 19 de septiembre de 1986 y los representantes del gobierno y la guerrilla fueron Rodolfo Antonio Castillo Claramunt y Jorge Villacorta respectivamente; siempre bajo la mediación de monseñor Rivera y Damas.[21] Sin embargo, no se realizó por un quiebre en las negociaciones. Fue hasta varios meses después que se reanudó el proceso en una reunión privada en Panamá, donde se acordó la evacuación al exterior de 42 lesionados de guerra del FMLN el día 29 de enero de 1987 y el canje del Coronel Omar Napoleón Ávalos por 57 guerrilleros detenidos.[15]
- Ronda de la Nunciatura Apostólica: se llevó a cabo el 4 y 5 de octubre de 1987 (San Salvador). Bajo la ya acostumbrada mediación de monseñor Rivera y Damas,[21] representó al gobierno Fidel Chávez Mena y a la guerrilla, Salvador Samayoa.[23] En dicha reunión se emitió el «Comunicado Conjunto de la Tercera Reunión de Diálogo»,[24] el cual expresaba la voluntad de buscar un cese al fuego y de respaldar las decisiones tomadas por el Grupo Contadora (Colombia, México, Panamá y Venezuela),[15] el cual buscaba la pacificación en Centroamérica.[25]

### Intervención internacional
A mediados del año 1989, el gobierno del presidente Alfredo Cristiani, convocó a una reunión de diálogo que se realizó el 15 de septiembre de ese año en la Ciudad de México; allí se acordó la solicitud conjunta de mediación dirigida al Secretario General de Naciones Unidas, Javier Pérez de Cuéllar quién tras consultar al Consejo de Seguridad, nombró como representante especial al peruano Álvaro de Soto. El 11 de noviembre de 1989, el FMLN lanzó una ofensiva general para demostrar su fuerza militar. La ofensiva fue contenida por la Fuerza Armada, que sin embargo sufrió gran cantidad de bajas. Tras esta batalla, muchos analistas consideraron demostrada la imposibilidad de la victoria militar de cualquiera de las dos partes en contienda.

### Acuerdos para la negociación

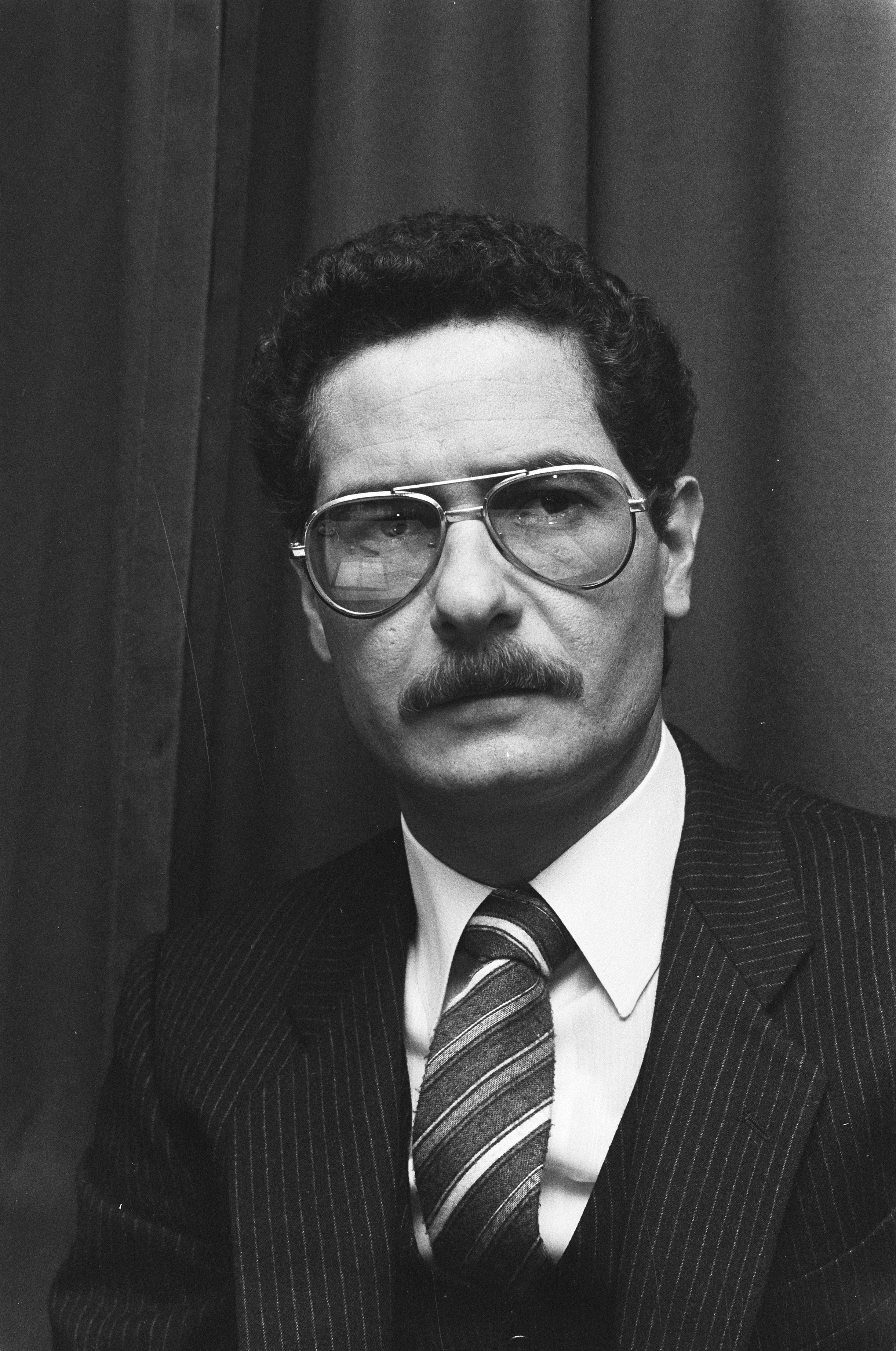
Samayoa (FMLN-FDR) parte de la comisión Internacional del FMLN en las negociaciones de paz que se llevarían a cabo con el gobierno del presidente Alfredo Cristiani y que llevarían a la firma de los Acuerdos de Paz de Chapultepec el 16 de enero de 1992. Cual fue el retorno de la democracia Al paìs

El 4 de abril de 1990, se celebró una reunión de diálogo en Ginebra, Suiza, donde se firmó un acuerdo que fijó el conjunto de normas a seguir en el proceso de negociación y se estableció la voluntad de ambas partes, Gobierno y FMLN, de alcanzar una solución negociada y política al conflicto bélico. Además, se fijaron los objetivos de la negociación:
1. Terminar el conflicto armado por la vía política;
2. Impulsar la democratización del país;
3. Garantizar el irrestricto respeto a los derechos humanos;
4. Reunificar a la sociedad salvadoreña.[26][31]

El 21 de mayo de 1990, en una nueva reunión en Caracas, Venezuela, se estableció la agenda general de negociaciones y los temas que serían sometidos a discusión. Se crearon dos delegaciones negociadoras: la gubernamental formada por David Escobar Galindo, Abelardo Rodríguez, Oscar Santamaría, el militar Mauricio Ernesto Vargas y la del FMLN formada por los comandantes guerrilleros Schafik Hándal, Joaquín Villalobos, Salvador Sánchez Cerén, Eduardo Sancho Castaneda, Francisco Jovel, Salvador Samayoa, Nidia Díaz y Juan Ramón Medrano, Ana Guadalupe Martínez, Roberto Cañas.

### Acuerdos firmados para la finalización de la guerra

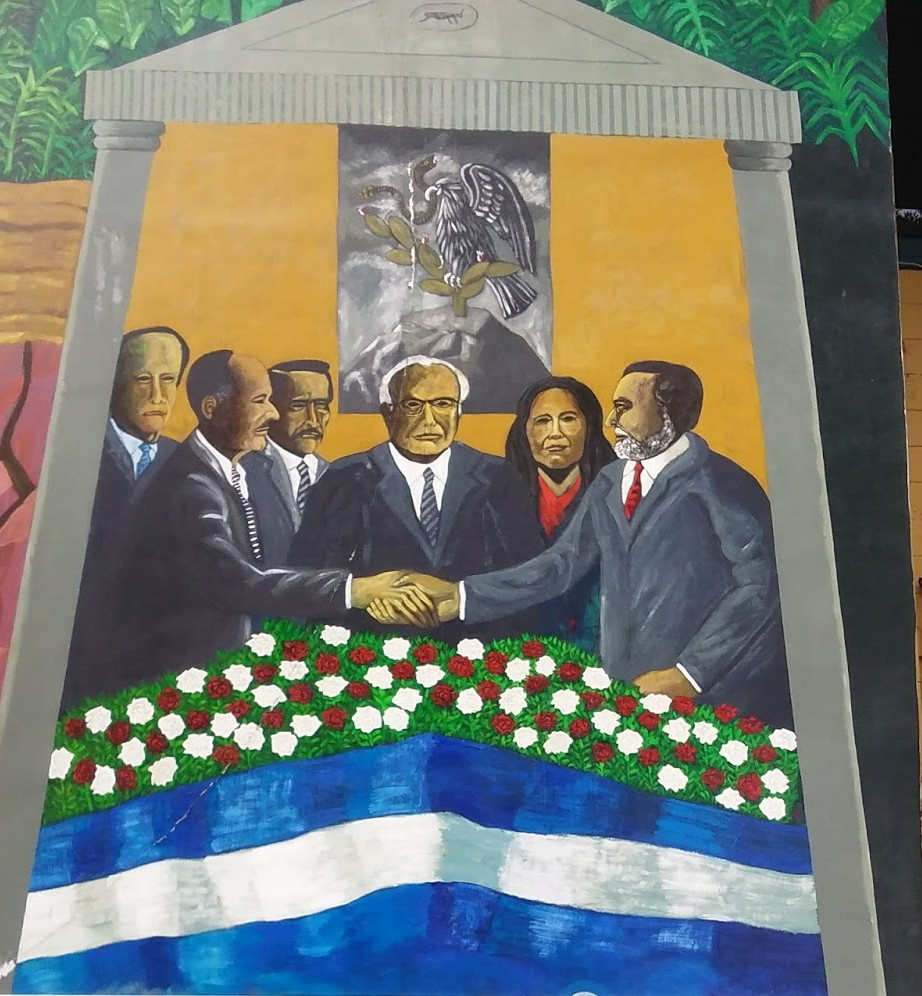
Mural del acuerdo de paz ubicado en el museo nacional en San Salvador; en la imagen el líder guerrillero Schafik Handal líder del FMLN y el presidente de El Salvador Alfredo Cristiani se estrechan la mano.

El 26 de julio de 1990 se firmó el Acuerdo de San José, en Costa Rica, el cual estableció un compromiso para respetar los Derechos Humanos por parte de las fuerzas en contienda, poniendo fin a prácticas como los asesinatos selectivos y la desaparición forzada de personas. Además, dio origen a la resolución 693 (1991) del Consejo de Seguridad para la formación de una misión de observación para la resolución del conflicto. Dicha comisión estaría integrada por civiles, militares y policías que velarían, cada uno en su campo, por el correcto funcionamiento del proceso de paz.
El acuerdo de San José dejó al descubierto la primera crisis en la negociación. El punto más álgido era la distribución de las tierras en un país pequeño y sobrepoblado. Dado que el problema era de orden constitucional, la solución circundaba dos opciones; por un lado, modificar la constitución para que pudiesen ser incorporados los artículos más adelante; o también, incorporar las modificaciones directamente ignorando las disposiciones constitucionales sobre modificación. La crisis vino por parte de los grandes terratenientes, que con el reordenamiento de posesión de tierras, acababan francamente perjudicados. La negociación arrojó la decisión de modificar la constitución directamente, pero sin transgredir los procedimientos establecidos. En El Salvador, para que una modificación a la constitución esté en vigor, debe ser ratificada por dos Asambleas Legislativas distintas; en tal sentido, para que la asamblea legislativa vigente lograse aprobar dichas reformas, debían estar listas antes del 30 de abril de 1991, fecha en la que acababa su período legislativo. Dicha decisión obligó a los negociadores y legisladores a extenuantes jornadas a fin de obtener acuerdos a tiempo.
El 27 de abril de 1991 se firmó el acuerdo de Ciudad de México en el castillo de Chapultepec, cual, como fue mencionado anteriormente, también fue el sitio donde se firmaron los Acuerdos de Paz de 1992. En el 27 de abril de 1991, se dieron por finalizadas las negociaciones en lo que respectaba a tenencia de tierras y se incluyeron reformas constitucionales de orden judicial, militar, electoral y de Derechos Humanos. En una jornada legislativa sin precedentes en el último día de su gestión, la asamblea legislativa ratificó las reformas constitucionales salvo las referentes a la Fuerza Armada, lo cual generó una nueva crisis. Tras dicha jornada se dio una condición sin precedentes en lo que iba de conflicto; por primera vez el gobierno se flexibilizaba a cambiar la constitución en aras de la finalización de la guerra y el FMLN aceptaba, por fin, la vigencia de la Constitución.
El 26 de julio de 1991 se estableció formalmente ONUSAL para la verificación del respeto a los Derechos Humanos. Desde el 1 de enero de 1991 se había establecido una oficina que preparó las condiciones mínimas de funcionamiento de la misión, siendo dotada de abogados, educadores, verificadores de Derechos Humanos, personal militar y civil. Pese a que el acuerdo de San José establecía que la misión se instauraría después del cese al fuego, ambas partes en contienda pidieron a Naciones Unidas que se pusiese a funcionar antes de lo planificado.
Pese a la llegada de la misión de Naciones Unidas, los encuentros de negociación entre el gobierno y la guerrilla era estériles dado que había un punto inconcluso en lo referente a la Fuerza Armada. El FMLN exigía para bajar las armas, que la Fuerza Armada cumpliese sus compromisos de reducción de efectivos y de acoso militar hacia las fuerzas beligerantes; se buscaban garantías de reincorporación de los combatientes guerrilleros a la sociedad civil, en el marco de la legalidad y seguridad particular. Para tales efectos, se dio la intervención directa del Secretario General de Naciones Unidas, quien logró sentar a las partes en Nueva York el 25 de septiembre de 1991, en la sede de Naciones Unidas. En dicha cumbre se acordaron las garantías mínimas de seguridad para un cese al fuego, las cuales sería verificadas por la naciente Comisión Nacional para la Consolidación de la Paz (COPAZ). Además, se obtuvieron los acuerdos necesarios para la modificación constitucional sobre la Fuerza Armada.
La diferencia fundamental entre ONUSAL y COPAZ era su composición. La primera estaba formada por observadores internacionales y sustentada por Naciones Unidas; la segunda, estaba compuesta por miembros de todas las fuerzas políticas del país, constituyéndose en la primera comisión multipartidaria en El Salvador. 
Pese a que hubo consenso entre el gobierno y la guerrilla, algunos sectores políticos, empresariales y varios periodistas criticaron el acuerdo por considerarlo forzado; surgió una campaña mediática de intimidación a las comisiones verificadoras, a lo cual se puso fin con la firma del acta de Nueva York, donde ambas partes manifestaron definitivamente el alcance de acuerdo de paz. A la media noche del 31 de diciembre de 1991 se fijó la fecha para la firma de la paz y se hizo pública la noticia en el poblado de Joateca, Morazán; el 13 de enero de 1992 se acabaron de firmar los últimos detalles previos a la solución definitiva del conflicto.
El 10 de enero, el Secretario General de Naciones Unidas pidió al Consejo de Seguridad la ampliación de las facultades y objetivos de ONUSAL, para que pudiese continuar apoyando el proceso de paz y sus consecuencias; dicha modificación fue autorizada mediante la resolución 729 del 14 de enero de 1992.
El 16 de enero de 1992, se firmó en el castillo de Chapultepec, el texto completo de los acuerdos en un acto solemne, con la asistencia de jefes de Estado de países amigos, así como de las delegaciones oficiales de negociación.

## Factores determinantes para la obtención de acuerdos
Si bien los acuerdos de paz se dieron bajo consenso voluntario, hubo presiones nacionales e internacionales que orillaron a las partes a buscar una solución pacífica.

### Factores internos
- El anhelo de Paz del pueblo salvadoreño: a medida que transcurría el conflicto bélico, el anhelo de paz fue creciendo en la conciencia colectiva del pueblo. Al final, el convencimiento de que la alternativa más razonable para acabar con el conflicto era la negociación se extendía en la mayoría de sectores de la población, tal como fue expresado por miembros de la alta dirigencia guerrillera.[34][30]
- Los cambios de la derecha civil: un desarrollo que abrió el camino hacia las negociaciones con el FMLN fue la trasformación gradual de Alianza Republicana Nacionalista en un partido civil, de amplia base, representativo de la empresa privada, de las clases medias y de sectores pobres de ideología conservadora.
- La deslegitimación de la Fuerza Armada: un factor clave que influyó en el cambio de la posición institucional del ejército frente a la negociación, fue el asesinato de seis sacerdotes jesuitas, perpetrado por la fuerza armada, en el marco de la ofensiva guerrillera en noviembre de 1989. La Fuerza Armada se vio obligada negociar por presiones internacionales, en el entendido de que su integridad institucional no se vería afectada.[35]
- La evolución ideológica del FMLN: el FMLN descubrió que no tenía la fuerza suficiente para derrocar al gobierno y que una insurrección popular de masas era algo muy lejano. Sus metas revolucionarias cambiaron hacia la trasformación del país en un Estado verdaderamente democrático;[19] de hecho, varios meses antes del acuerdo final, la dirigencia guerrillera ya anunciaba el fin de la guerra a nivel internacional.[36]
- El ejército salvadoreño había perdido parcialmente su superioridad aérea frente al FMLN durante la ofensiva regional de 1990, una ventaja clave suya frente al FMLN en el ámbito militar, a través del uso del FMLN por primera vez de misiles antiaéreos en esa ofensiva.[37][38]

### Factores externos
- La mediación de las Naciones Unidas: logró de manera sostenida el desarrollo del proceso de pacificación al ligar a ambas partes a compromisos de los cuales les sería muy difícil retractase, a no ser a un alto costo político.[30]
- El nuevo escenario geo-político mundial y regional: la crisis del bloque soviético y la extinción del conflicto este-oeste, protagonizado por las potencias que entonces ejercían una notable influencia en el desenlace del conflicto armado en El Salvador. También contribuyó el Grupo de Contadora debido a las cercanías geográficas.[19][30]

## Contenido de los acuerdos
El texto de los acuerdos firmados en el Palacio de Chapultepec, el 16 de enero de 1992, está dividido en los nueve capítulos donde se establecen una serie de medidas que ambas partes debían realizar para alcanzar la paz firme y duradera en El Salvador.

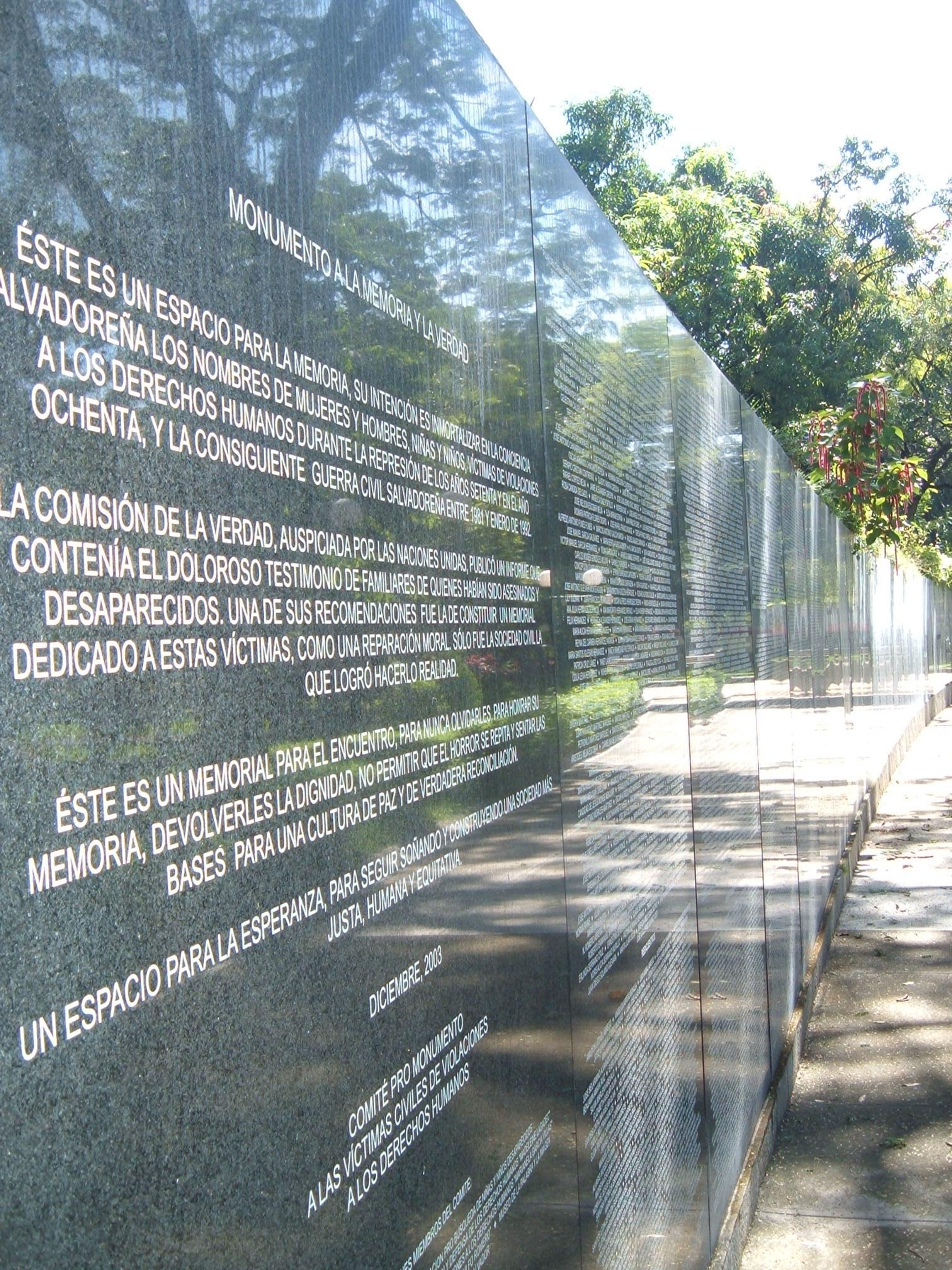
Monumento a la Memoria y la Verdad, en honor a las víctimas del conflicto armado que finalizó tras los Acuerdos de Paz de Chapultepec.

### Acerca de la Fuerza Armada
En el primer capítulo, con respecto a la Fuerza Armada, el gobierno aceptó los siguientes compromisos:
- Modificar los principios doctrinarios de la Fuerza Armada para que pudiese cumplir con los acuerdos tomados, estableciendo que el objetivo único de la institución es «la defensa de la soberanía del Estado y la integridad del territorio, es una institución permanente al servicio de la nación« y aclarando que la institución «es obediente, profesional, apolítica y no deliberante».[40][41]
- Reformar el sistema educativo de la Fuerza Armada.[40]
- Crear una Comisión ad hoc para la depuración de los oficiales implicados en violaciones a los Derechos Humanos.[40]
- Reducción de efectivos de la Fuerza Armada; fueron dados de baja un total de 21 000 soldados, a los cuales se les pagó su respectiva indemnización, finalizando el proceso un año antes de lo previsto, el 28 de febrero de 1993.[40]
- Superación de la impunidad con la Creación de la Comisión de la Verdad que investigaría los más graves hechos de violencia de la guerra civil; la cesación de oficiales inició el 31 de diciembre de 1992.[40]
- Disolución de los 3 cuerpos de seguridad pública que dependían de la Fuerza Armada: Guardia Nacional, Policía Nacional y Policía de Hacienda.[40]
- Disolución de los servicios de inteligencia militar y creación de un servicio de inteligencia civil: el Organismo de Inteligencia del Estado (OIE). Los antiguos cuerpos de inteligencia fueron suprimidos en su totalidad el 9 de junio de 1992, dando paso a los nuevos que estaban ya funcionando desde el 28 de abril del mismo año.[40]
- Disolución de los Batallones de Infantería de Reacción Inmediata (BIRI). El batallón «Gral. Eusebio Bracamonte» fue disuelto el 16 de agosto de 1992, el batallón «Atlacatl» el 8 de diciembre de 1992 y el batallón «Gral. Manuel José Arce» se extinguió el 6 de febrero de 1993; aportando un total de desmovilizaciones que alcanzaron los 10 000 efectivos.[40]
- Reformar la Constitución para definir claramente la subordinación de la Fuerza Armada al Poder Civil.[40]
- Supresión de las entidades paramilitares (Patrullas de Defensa Civil).[40]
- Suspensión de las actividades de reclutamiento forzoso.[40]

### Creación de la Policía Nacional Civil
En el segundo capítulo, el gobierno se comprometió a:
- Crear la Policía Nacional Civil como nuevo cuerpo policial que sustituyera los antiguos cuerpos de seguridad con una doctrina civilista y democrática.
- Establecer cuotas para el personal de la nueva policía, en la que participarían elementos desmovilizados del FMLN, antiguos agentes de la Policía Nacional y personas sin militancia en ambos bandos. Se acordó que fuese el 20% para cada bando y el 60% de participantes neutrales.[19]
- Crear la Academia Nacional de Seguridad Pública para formar a los agentes de la Policía Nacional Civil, dando énfasis a la formación para el respeto de los Derechos Humanos.[41] entre otros.

### Sistema Judicial y Derechos Humanos
En esta área los compromisos gubernamentales fueron:
- Crear la Escuela de Capacitación Judicial para formar jueces y magistrados ajustados a la nueva realidad del país.
- Reformar la estructura del Consejo Nacional de la Judicatura (organismo que nombra y evalúa a los jueces) para darle mayor independencia.
- Reformar el proceso de elección y los períodos de los magistrados de la Corte Suprema de Justicia.
- Crear la Procuraduría para la Defensa de los Derechos Humanos (PDDH), institución autónoma, que debe supervisar el respeto a los Derechos Humanos por parte de las demás instituciones estatales.[41]

### Sistema Electoral
En este tema se acordaron una serie de medidas para asegurar la plena vigencia de los derechos civiles y políticos de los ciudadanos:
- La creación de reformas institucionales: creación del Tribunal Supremo Electoral, la más alta autoridad administrativa y jurisdiccional en la materia.
- El derecho de los partidos políticos en vigilar la elaboración, organización, publicación, y actualización del registro electoral.
- En el plano político, las medidas adoptadas buscaron garantizar a los dirigentes del FMLN y a sus integrantes el pleno ejercicio de sus derechos civiles y políticos dentro un marco de absoluta legalidad, mediante su incorporación a la vida civil, política e institucional del país. El FMLN se comprometió a desmovilizar sus fuerzas guerrilleras, bajo la supervisión de la ONUSAL. El gobierno se comprometió a aprobar la legislación necesaria para que el FMLN se transformara en un partido político legal y pudiera participar en los comicios generales de 1994.[41]

### En lo económico y social
En esta área el gobierno se comprometió a:
- Crear el Foro de Concertación Económica y Social, organismo donde tendrían representación los sindicatos, las asociaciones empresariales y el Estado para dialogar sobre la política económica del país.
- Distribuir las tierras en zonas conflictivas entre los excombatientes desmovilizados.[41]
- Las tierras que excedían las 245 hectáreas, así como aquellas propiedades del Estado que no eran reserva natural, debían ser distribuidas entre los campesinos y pequeños agricultores que carecían de terrenos cultivables.[31]

## Cumplimiento de los acuerdos

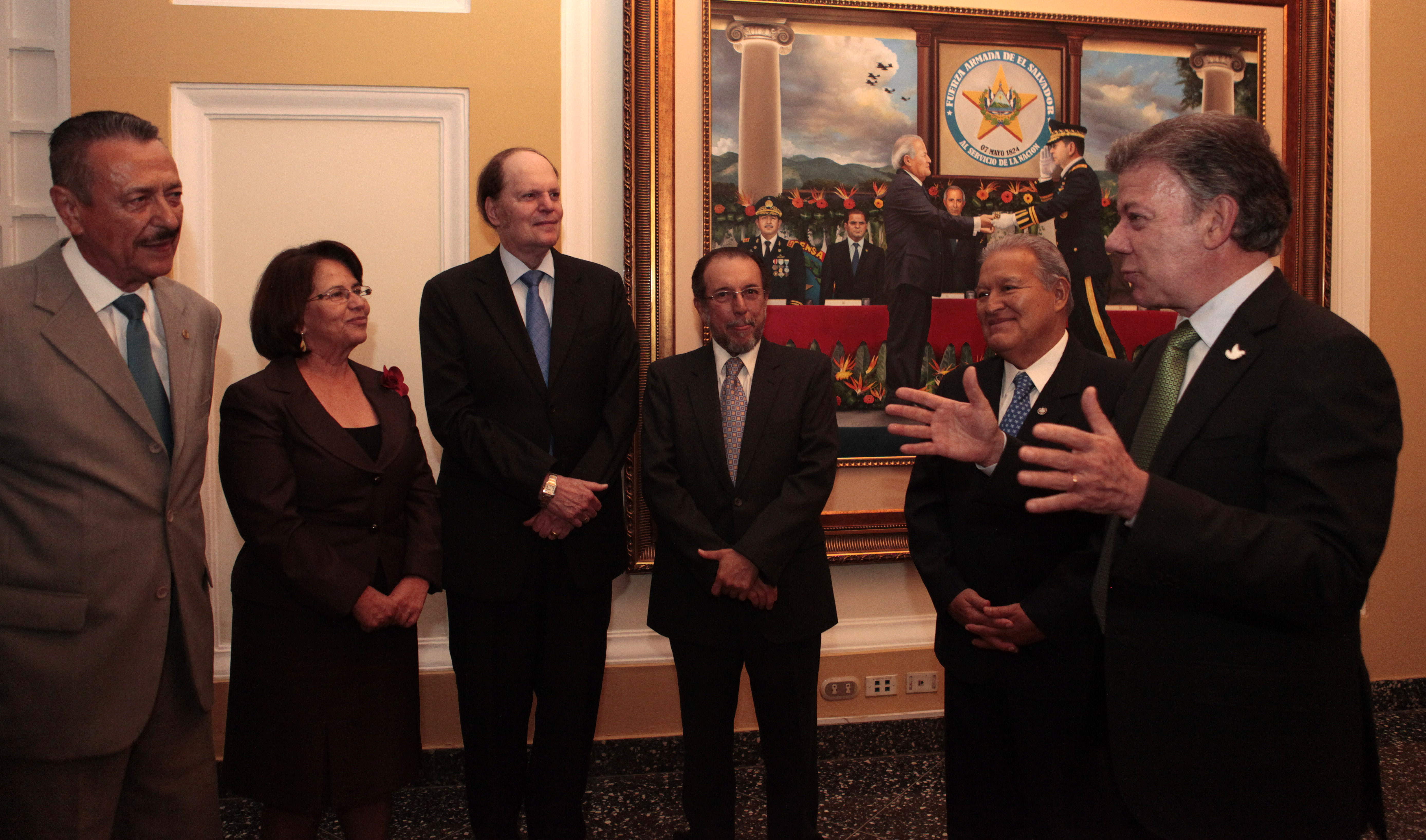
Presidente de Colombia, Juan Manuel Santos y Presidente Salvador Sánchez Cerén junto con los firmantes de los Acuerdos de Paz.

El cese definitivo de los combates se dio el 1 de febrero de 1992, bajo la supervisión de COPAZ y la presencia notable de ex comandantes del FMLN y sus antiguos enemigos formales. Para que dicha reunión pudiese darse, la Asamblea Legislativa aprobó el 23 de enero una Ley de Reconciliación Nacional, mediante la cual el Estado salvadoreño se privaba de abrir causas legales contra los combatientes de la guerra, abriendo una amnistía nacional. La baja masiva y paulatina de efectivos de la Fuerza Armada se fue dando mientras los excombatientes guerrilleros se desplegaban de las zonas ocupadas hacia quince áreas que previamente se habían establecido para dicho propósito. El armamento guerrillero fue depositado en contenedores controlados por ONUSAL, salvo aquellas armas pequeñas destinadas a la defensa personal.
Agentes policiales de varios países acompañaron en tareas de patrullaje a la Policía Nacional, la cual había dejado de depender del Ministerio de Defensa Nacional; dicho acompañamiento se dio hasta la creación de la Policía Nacional Civil.
Por otro lado, la repartición de tierras a los excombatientes llevó más tiempo de lo previsto, así como la instauración de la Academia Nacional de Seguridad Pública y la legalización del FMLN como partido político. Dichos retrasos empezaron a crear tensión entre las fuerzas políticas, lo que llevó a COPAZ a convocar a una recalendarización, la cual se llevó a cabo el 12 de junio de 1992. Dicha calendarización fue modificada en repetidas ocasiones para ajustarse a los plazos reales que marcaba el ritmo del avance del proceso; es así que, varios meses después de lo previsto, el 15 de diciembre de 1992 se celebró oficialmente el fin definitivo del conflicto armado.
La principal crítica a la consecución de los acuerdos es sobre la parcialidad del cumplimiento, decantándose todos los esfuerzos en cumplir en su totalidad los acuerdos referentes a la Fuerza Armada, Derechos Humanos y fuerza policial, destinando gran cantidad de recursos a reformar esos rubros. El debilitamiento de la Fuerza Armada, la creación de la Procuraduría para la Defensa de los Derechos Humanos y el fortalecimiento masivo de la Policía Nacional Civil ocuparon la agenda principal. Sin embargo, el tema económico y social se vio relegado a un segundo plano, provocando críticas y polarización política entre el partido en el gobierno y el FMLN como naciente partido político.

## Fin de los acuerdos

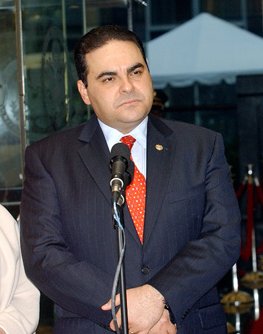
Elías Antonio Saca, Presidente de la República en el período de celebración de los 15 años de los Acuerdos de Paz de Chapultepec.

En 1997, Butros Butros-Ghali, Secretario General de Naciones Unidas, dio por finalizado el proceso de paz en El Salvador, señalando que si bien era cierto que no todos los acuerdos se habían cumplido en su totalidad, el grado de cumplimiento era aceptable.
En la celebración de los quince años de los acuerdos, la sociedad salvadoreña se vio dividida por la polarización política imperante. El gobierno realizó por su parte el acto oficial de conmemoración en el lugar en el que se había firmado el Acuerdo de Paz Social, evento al cual asistieron representantes de todos los partidos políticos. La justificación vertida por el entonces presidente Elías Antonio Saca fue:

Ha llegado el momento de un nuevo acuerdo, ya no entre dos fuerzas en pugna. Hablo de un acuerdo nacional. Un nuevo contrato social que esté por encima de intereses políticos partidarios o sectoriales
Elías Antonio Saca, expresidente de la República de El Salvador.

Sin embargo, la oposición política también celebró la conmemoración de la firma de los acuerdos en un acto público en el centro de San Salvador, frente a la Catedral Metropolitana.

## Monumentos

### Monumento a la paz

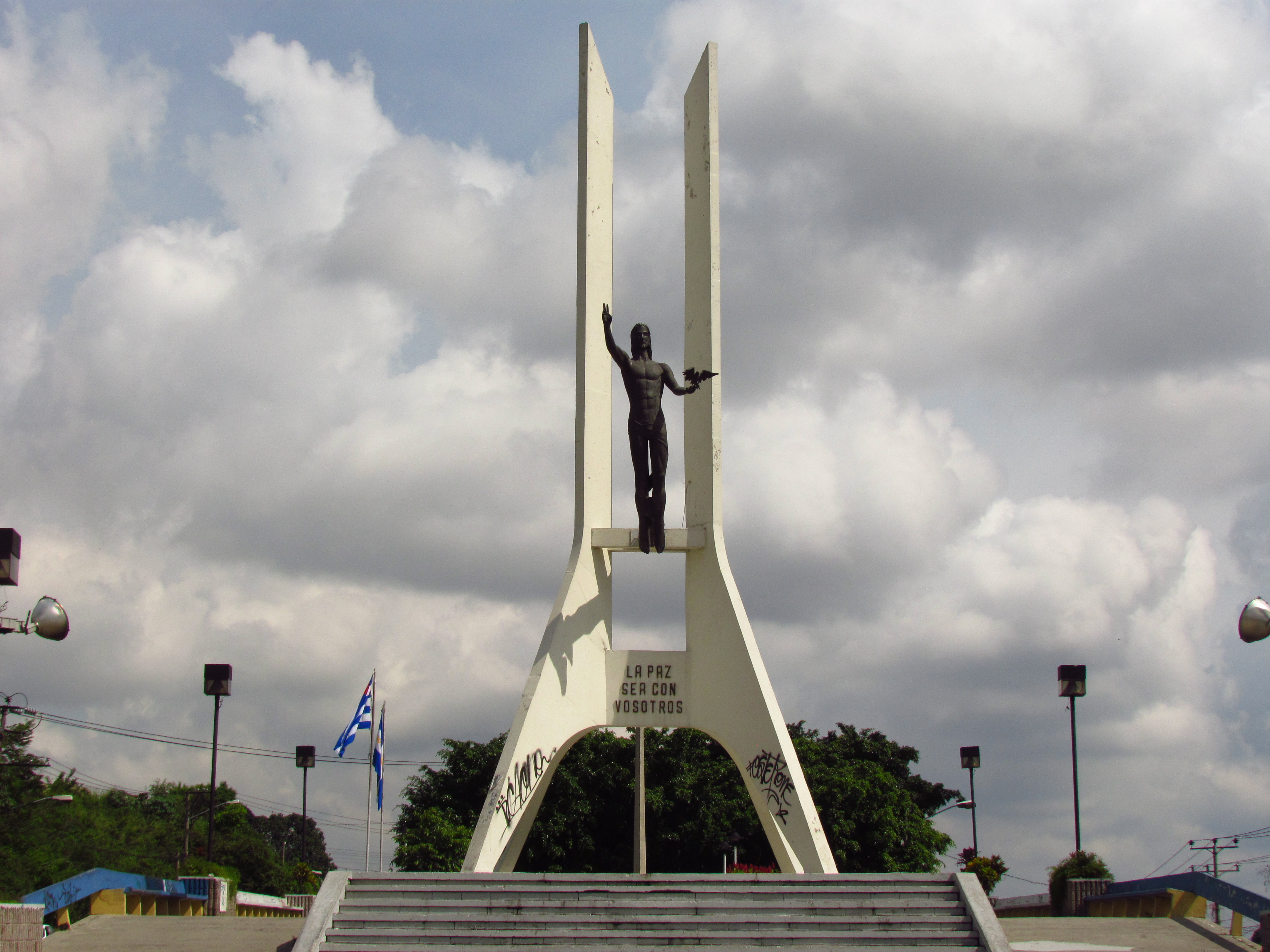
El Monumento a la Paz, construido en 1994, para conmemorar los Acuerdos de Paz de Chapultepec.

El Monumento a la Paz es una escultura diseñada por el escultor Rubén Martínez que se develó en el municipio de San Marcos, El Salvador, con motivo de los Juegos deportivos centroamericanos de 1994 llevados a cabo en la ciudad de San Salvador.
En su estructura se puede observar:
- La figura del «Cristo de la paz», que fue elaborada con casquillos de balas, latón y bronce fundido y se encuentra con los brazos extendidos como símbolo de reconciliación entre las ideologías políticas de derecha e izquierda;
- La figura de una paloma en su mano izquierda en posición de vuelo.

### Monumento de la reconciliación

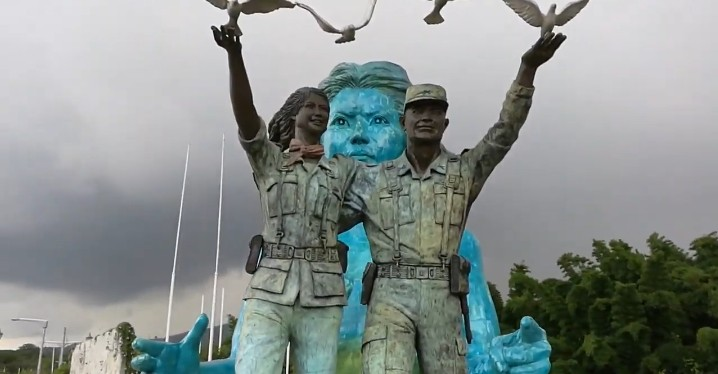
Monumento de la Reconcilación

En el año 2017, con motivo del 25 aniversario de la firma de los acuerdos de paz en el Palacio de Chapultepec, el presidente Salvador Sánchez Cerén celebró con la inauguración del Monumento de la reconciliación y un acto público en el Bulevar Monseñor Romero de la capital de El Salvador (San Salvador), a la altura del desvío hacia la Avenida Jerusalén. En una cadena nacional realizada el 4 de junio de 2020, el presidente Nayib Bukele ordenó la demolición del monumento. El día 3 de enero de 2024, finalmente fue demolido.